# ساچون (کره جنوبی)
شهر ساچون (به کره‌ای: 사천)، با جمعیت ۱۰۶٫۸۵۱ نفر در استان جیونگسانگنام جنوبی در کشور کره‌جنوبی واقع شده‌است.